# Sixième congrès de l'Internationale communiste
 (novembre 2012).
Si vous disposez d'ouvrages ou d'articles de référence ou si vous connaissez des sites web de qualité traitant du thème abordé ici, merci de compléter l'article en donnant les références utiles à sa vérifiabilité et en les liant à la section « Notes et références ».
Le Sixième congrès du Komintern (aussi connu sous le nom d'Internationale communiste) a eu lieu en juillet/août 1928 et a vu le Komintern, désormais sous la domination exclusive de Staline, affirmer une nouvelle stratégie dite « classe contre classe », caractérisée par une hostilité radicale à l'égard de la social-démocratie, vue comme social-fasciste. Cette nouvelle orientation manifeste l'importance du « complexe obsidional » dans la politique soviétique (idée que l'URSS est une citadelle assiégée), le risque d'encerclement étant aggravé, dans la perspective de la diplomatie soviétique, par la collaboration des sociaux-démocrates occidentaux avec les capitalistes.
Le 6e congrès adopte un rapport de Boukharine sur l'activité du Comité exécutif (CE), un programme, des statuts. Boukharine prononce le discours de clôture. 
1. ↑  « VI° Congrès de l'I.C. : sommaire », sur www.marxists.org (consulté le 10 juin 2015)